# Okwui Enwezor
Okwui Enwezor, född 23 oktober 1963 i Calabar i Nigeria, död 15 mars 2019 i München i Tyskland, var en nigeriansk-amerikansk konstkurator, konsthistoriker, kritiker och författare.
Okwui Enwezor var från igbofolket och växte upp i Nigeria. Han utbildade sig under en termin 1982 vid University of Nigeria och flyttade sedan till Bronx i New York. Han tog 1987 en kandidatexamen i statsvetenskap på New Jersey City University.
Tillsammans med de afrikanska konstkritikerna Chika Okeke-Agulu och Salah Hassan lanserade han 1993 tidskriften Nka Journal of Contemporary African Art i New York. Han fick sitt genombrott som kurator 1996 med In/sight, en utställning med 30 afrikanska fotografer på Guggenheimmuseet i New York.
Mellan 2005 och 2009 var Okwui Enwezor avdelningschef på San Francisco Art Institute. Han var mellan oktober 2011 och juni 2018 konstnärlig chef för Haus der Kunst i München i Tyskland. Han var konstnärlig ledare för documenta 11 i Kassel år 2002 och för Venedigbiennalen 2015.